# Сејлем (Њу Џерзи)
Сејлем (енгл. Salem) град је у америчкој савезној држави Њу Џерзи. По попису становништва из 2010. у њему је живело 5.146 становника.

## Демографија
Према попису становништва из 2010. у граду је живело 5.146 становника, што је 711 (12,1%) становника мање него 2000. године.
| Група             | 2000.         | 2010.         |
| Белци             | 2.101 (35,9%) | 1.515 (29,4%) |
| Афроамериканци    | 3.325 (56,8%) | 3.197 (62,1%) |
| Азијати           | 14 (0,2%)     | 20 (0,4%)     |
| Хиспаноамериканци | 286 (4,9%)    | 344 (6,7%)    |
| Укупно            | 5.857         | 5.146         |